# Александра Стейдиъм
Александра Стейдиъм (на английски: Alexandra Stadium, произношение Алигзандра Стейдиъм) е мултифункционален стадион в Крю, Англия. Предишното му име е Грести Роуд (Gresty Road), наречен на името на улицата, на която се намира.
Най-често се използва за провеждане на футболни мачове и е седалище на местния футболен клуб Крю Александра. Стадионът е построен през 1906 г., но е претърпял сериозен ремонт пред 1990-те години. Има капацитет от 10 153 места.